# Mezaogoloum
Mezaogoloum est une localité du Cameroun située dans la commune de Moutourwa, le département du Mayo-Kani et la Région de l'Extrême-Nord, au pied des monts Mandara, à proximité de la frontière avec le Tchad.

## Localisation
Mezaogoloum est localisé à 10°13'59.5" Nord de latitude et 14°04'41.5" Est de longitude.